# آر-27 (صاروخ جو-جو)
ار-27 فيمبيل، لقب تعريف الناتو AA-10 ألامو هو صاروخ جو-جو متوسطة /إلى طويلة المدى، صنع في الاتحاد السوفياتي. اعتبر رد الروسي على أحدث إصدارات AIM-7 سبارو، التشابه محدودة لأنه، على العكس من الأخير، فإنه يوفر مجموعة واسعة من الخيارات، ومداه بشكل عام أكبر من AIM-7 سبارو، مما أدى إلى استخدامه في قوات الرد السريع التابعة ل الناتو
لا يزال في الخدمة في هذا الوقت، في روسيا وجيوش دول رابطة الدول المستقلة.

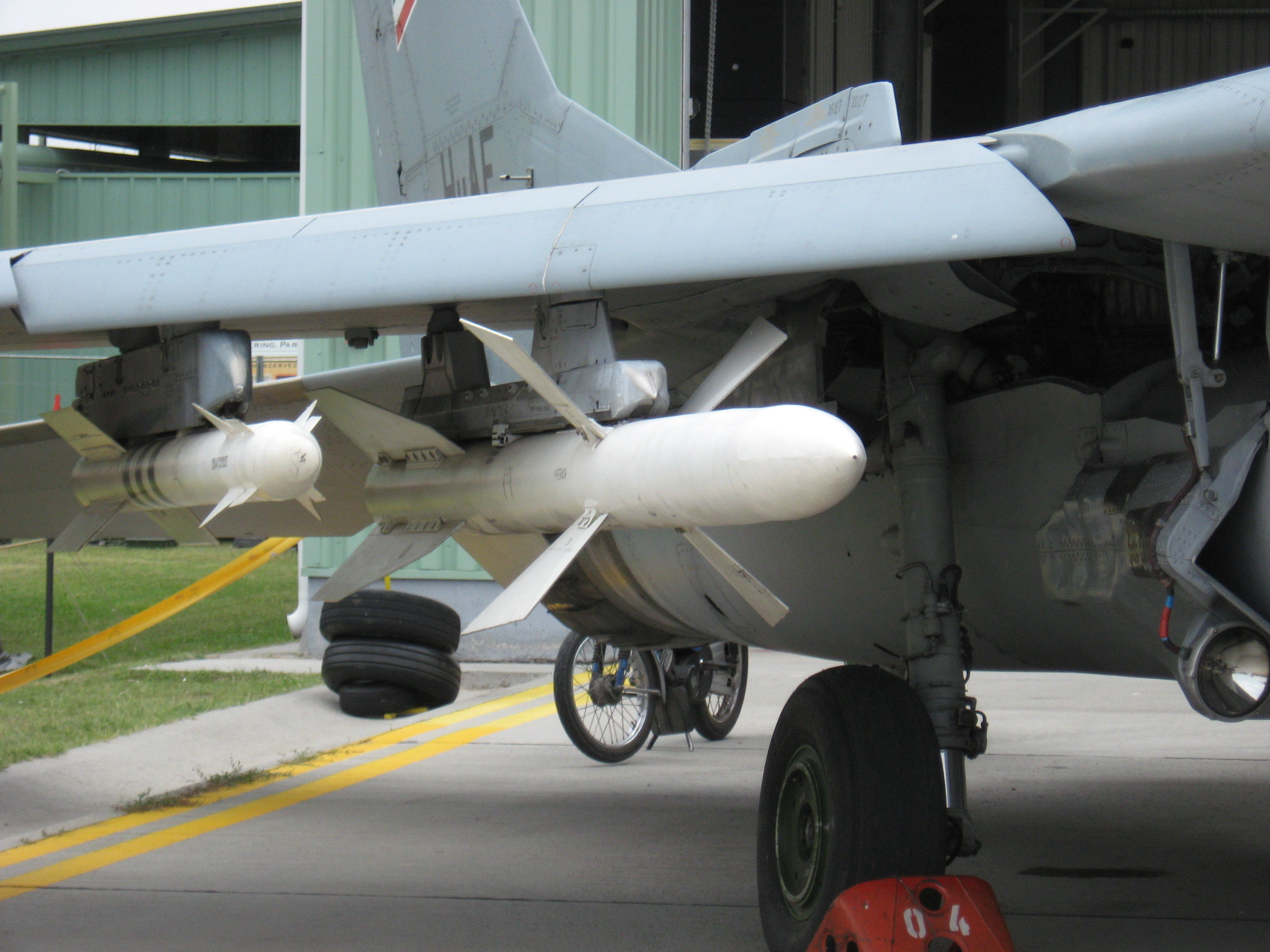
ار-27 وار-73 تحت أجنحة ميج-29 تابعة القوات الجوية المجرية.

## التاريخ التشغيلي

### العراق
خلال حرب الخليج، تقول عدة مصادر أن القوات الجوية العراقية أحرزت عدة انتصارات في الجو، مثل إطلاق صاروخ R-27R فيمبيل من قبل الطيار خداي حاجب من ميج-29 على بي-52 ستراتوفورتريس،في الليلة الأولى من الحرب ومع ذلك، ادعى سلاح الجو الأمريكي بدلا من ذلك أن الطائرة (الرقم التسلسلي 58-0248) تضررت بفعل نيران صديقة من قبل الصواريخ المضادة للرادار إيه جي إم-88 هارم الموجهة إلى رادار التحكم في إطلاق النار في ذيل طائرة بي-52 ستراتوفورتريس وتمكنت الطائرة من الهبوط في قاعدة في وقت لاحق .

### يوغوسلافيا
خلال حرب كوسوفو، جيش يوغوسلافيا حول R-27 إلى صاروخ أرض-جو بإضافة الجزء الأول من صاروخ سام 3.

### إثيوبيا/إرتريا
في 1999 الحرب الإثيوبية الإريترية، قاتل الإريترية من طراز ميج-29 الإثيوبية سو-27 كلا يقودها المرتزقة الروس.
ربما يكون هناك ما لا يقل عن 24 صاروخ ار-27 أطلقت من كلا الجانبين، واحد فقط أصاب هدفه أطلق من سو-27 الإثيوبية على ميج-29 الإريترية.

### أوكرانيا
خلال حرب شرق أوكرانيا، القوة الجوية الأوكرانية ادعت أن أحد من طرازاتها سو-25 أسقطت من قبل ميج-29 تابعة القوات الجوية الروسية باستخدام R-27T يوم 16 يوليو 2014. ونفى مسؤولون الروس أي تورط لهم.

## مشغلون

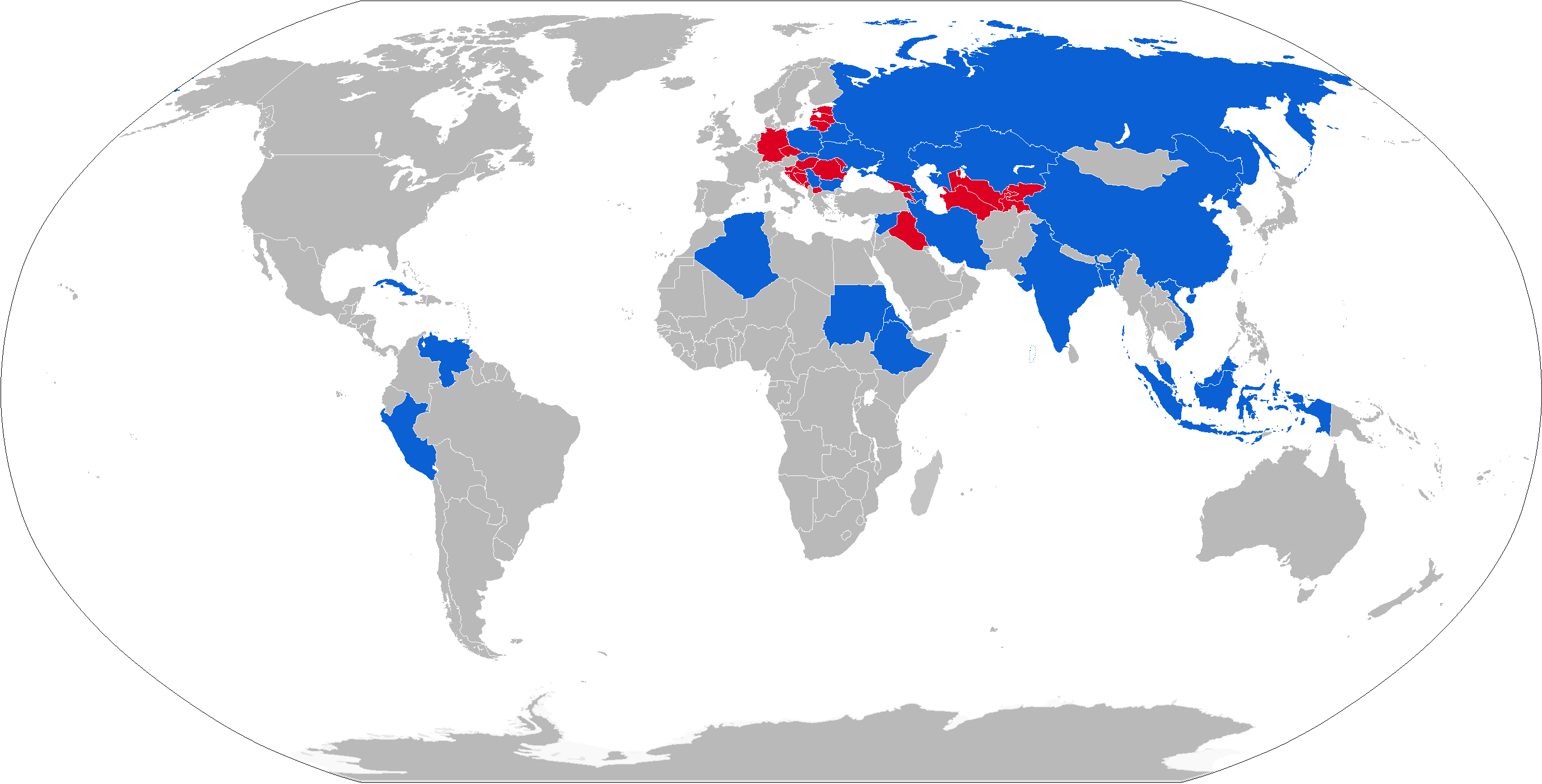
المشغلون الحاليون باللون الأزرق مع المشغلين السابقين باللون الأحمر

### المشغلون الحاليون
- الجزائر
- أذربيجان
- بنغلاديش
- بيلاروس
- بلغاريا
- جمهورية الصين الشعبية
- كوبا
- إرتريا
- إثيوبيا
- الهند
- إندونيسيا
- إيران
- كازاخستان
- ماليزيا
- كوريا الشمالية
- بيرو
- بولندا
- روسيا
- صربيا
- سلوفاكيا
- السودان
- سوريا
- أوكرانيا
- فنزويلا
- فيتنام

### المشغلون السابقون
- تشيكوسلوفاكيا
- جمهورية التشيك
- ألمانيا الشرقية الجميع أعطيت لسلاح الجو الألماني الغربي في عام 1990
- ألمانيا جميع أعطيت لسلاح الجو البولندي مع طراز ميج 29S في 2004
- المجر
- العراق
- الاتحاد السوفيتي (تنتقل إلى الدول الخلف إلا  ليتوانيا،  لاتفيا و  إستونيا
- رومانيا
- يوغوسلافيا تنتقل إلى  صربيا و الجبل الأسود